# Kolegiackie

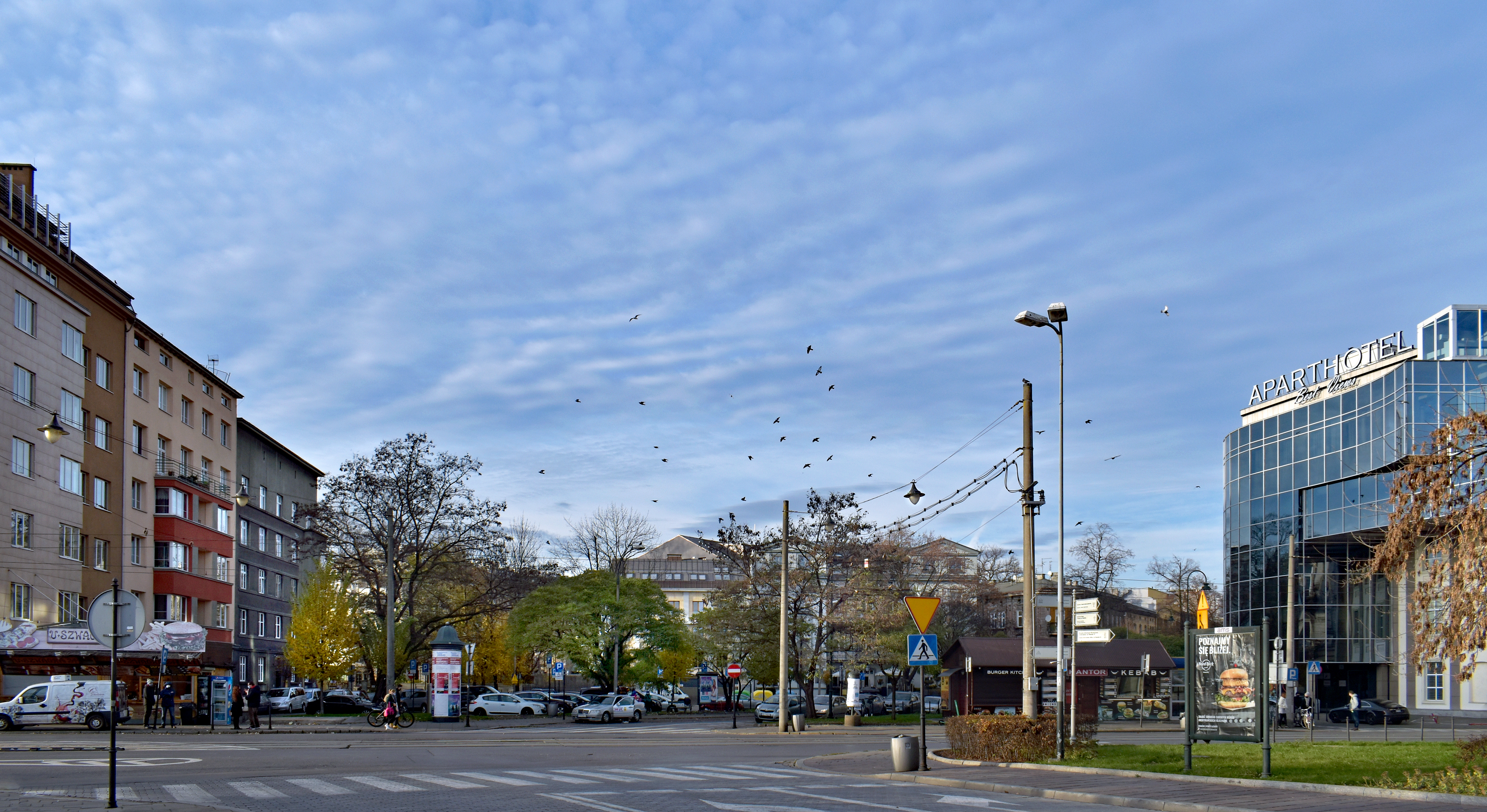
Okolice placu Juliusza Kossaka, teren dawnej jurydki

Kolegiackie – dawna uniwersytecka jurydyka, położona na Półwsiu Zwierzynieckim, na prawym brzegu Rudawy w rejonie dzisiejszych: placu Juliusza Kossaka, Spółdzielczego Domu Handlowego „Jubilat” oraz przylegającego do nich odcinka alei Zygmunta Krasińskiego i ulicy Kazimierza Morawskiego.
Jurydyka Kolegiackie graniczyła z jurydykami: Wygoda i Węgrzeckie. W 1792 roku notowano na jej terenie trzy domy oraz mur i dworek Akademii Krakowskiej. Jurydyka stanowiła uposażenie księży kolegiatów tej samej uczelni. W 1880 roku została włączona w granicę miasta Krakowa. W 1948 roku weszła w skład dzielnicy VII, a w 1973 roku, dzielnicy Śródmieście. W 1991 roku została przyłączona do dzielnicy I.